# Euville
Euville és un municipi francès situat al departament del Mosa i a la regió del Gran Est. L'any 2007 tenia 1.706 habitants.

## Demografia

### Població
El 2007 la població de fet d'Euville era de 1.706 persones. Hi havia 656 famílies, de les quals 142 eren unipersonals (46 homes vivint sols i 96 dones vivint soles), 230 parelles sense fills, 255 parelles amb fills i 29 famílies monoparentals amb fills.
La població ha evolucionat segons el següent gràfic:
Habitants censats

### Habitatges
El 2007 hi havia 728 habitatges, 661 eren l'habitatge principal de la família, 17 eren segones residències i 50 estaven desocupats. 683 eren cases i 43 eren apartaments. Dels 661 habitatges principals, 507 estaven ocupats pels seus propietaris, 140 estaven llogats i ocupats pels llogaters i 15 estaven cedits a títol gratuït; 1 tenia una cambra, 14 en tenien dues, 75 en tenien tres, 182 en tenien quatre i 390 en tenien cinc o més. 517 habitatges disposaven pel capbaix d'una plaça de pàrquing. A 301 habitatges hi havia un automòbil i a 287 n'hi havia dos o més.

### Piràmide de població
La piràmide de població per edats i sexe el 2009 era:
| Homes | Edats   | Dones |
| ----- | ------- | ----- |
| 0     | 95 o +  | 0     |
| 0     | 90 a 94 | 4     |
| 4     | 85 a 89 | 0     |
| 8     | 80 a 84 | 20    |
| 32    | 75 a 79 | 52    |
| 36    | 70 a 74 | 40    |
| 40    | 65 a 69 | 24    |
| 40    | 60 a 64 | 56    |
| 36    | 55 a 59 | 16    |
| 52    | 50 a 54 | 48    |
| 48    | 45 a 49 | 52    |
| 72    | 40 a 44 | 48    |
| 32    | 35 a 39 | 44    |
| 60    | 30 a 34 | 56    |
| 48    | 25 a 29 | 32    |
| 16    | 20 a 24 | 12    |
| 44    | 15 a 19 | 52    |
| 40    | 10 a 14 | 48    |
| 60    | 5 a 9   | 80    |
| 36    | 0 a 4   | 28    |

## Economia
El 2007 la població en edat de treballar era de 1.043 persones, 761 eren actives i 282 eren inactives. De les 761 persones actives 676 estaven ocupades (393 homes i 283 dones) i 85 estaven aturades (20 homes i 65 dones). De les 282 persones inactives 78 estaven jubilades, 93 estaven estudiant i 111 estaven classificades com a «altres inactius».

### Ingressos
El 2009 a Euville hi havia 671 unitats fiscals que integraven 1.774,5 persones, la mediana anual d'ingressos fiscals per persona era de 16.461 €.

### Activitats econòmiques
Dels 30 establiments que hi havia el 2007, 1 era d'una empresa extractiva, 3 d'empreses de fabricació d'altres productes industrials, 7 d'empreses de construcció, 3 d'empreses de comerç i reparació d'automòbils, 2 d'empreses de transport, 1 d'una empresa d'hostatgeria i restauració, 2 d'empreses immobiliàries, 5 d'empreses de serveis, 5 d'entitats de l'administració pública i 1 d'una empresa classificada com a «altres activitats de serveis».
Dels 10 establiments de servei als particulars que hi havia el 2009, 2 eren tallers de reparació d'automòbils i de material agrícola, 3 paletes, 1 guixaire pintor, 1 fusteria, 2 lampisteries i 1 perruqueria.
L'any 2000 a Euville hi havia 13 explotacions agrícoles que ocupaven un total de 1.722 hectàrees.

## Equipaments sanitaris i escolars
El 2009 hi havia 1 escola maternal i 1 escola elemental.

## Poblacions més properes
El següent diagrama mostra les poblacions més properes.